# Acis nicaeensis
Acis nicaeensis är en amaryllisväxtart som först beskrevs av Honoré Jean Baptiste Ardoino, och fick sitt nu gällande namn av Lledó, A.P.Davis och Manuel Benito Crespo. Acis nicaeensis ingår i släktet Acis och familjen amaryllisväxter. IUCN kategoriserar arten globalt som starkt hotad. Inga underarter finns listade i Catalogue of Life.
Arten förekommer i sydöstra Frankrike i departementet Alpes-Maritimes, i Monaco och i nordvästra Italien. Den växer i stäppliknande gräsmarker på kalkstensgrund. Acis nicaeensis hittas ofta i skyddet av buskar.
Växten hotas av landskapets omvandling till jordbruksmarker, betesmarker, industriområden och samhällen. Den påverkas även negativ av vatten- eller luftföroreningar samt av introducerade djur eller växter. I sällsynta fall plockas blomman av människor. Hela utbredningsområdet uppskattas vara 125 km² stort. IUCN listar Acis nicaeensis som starkt hotad (EN).

## Bildgalleri

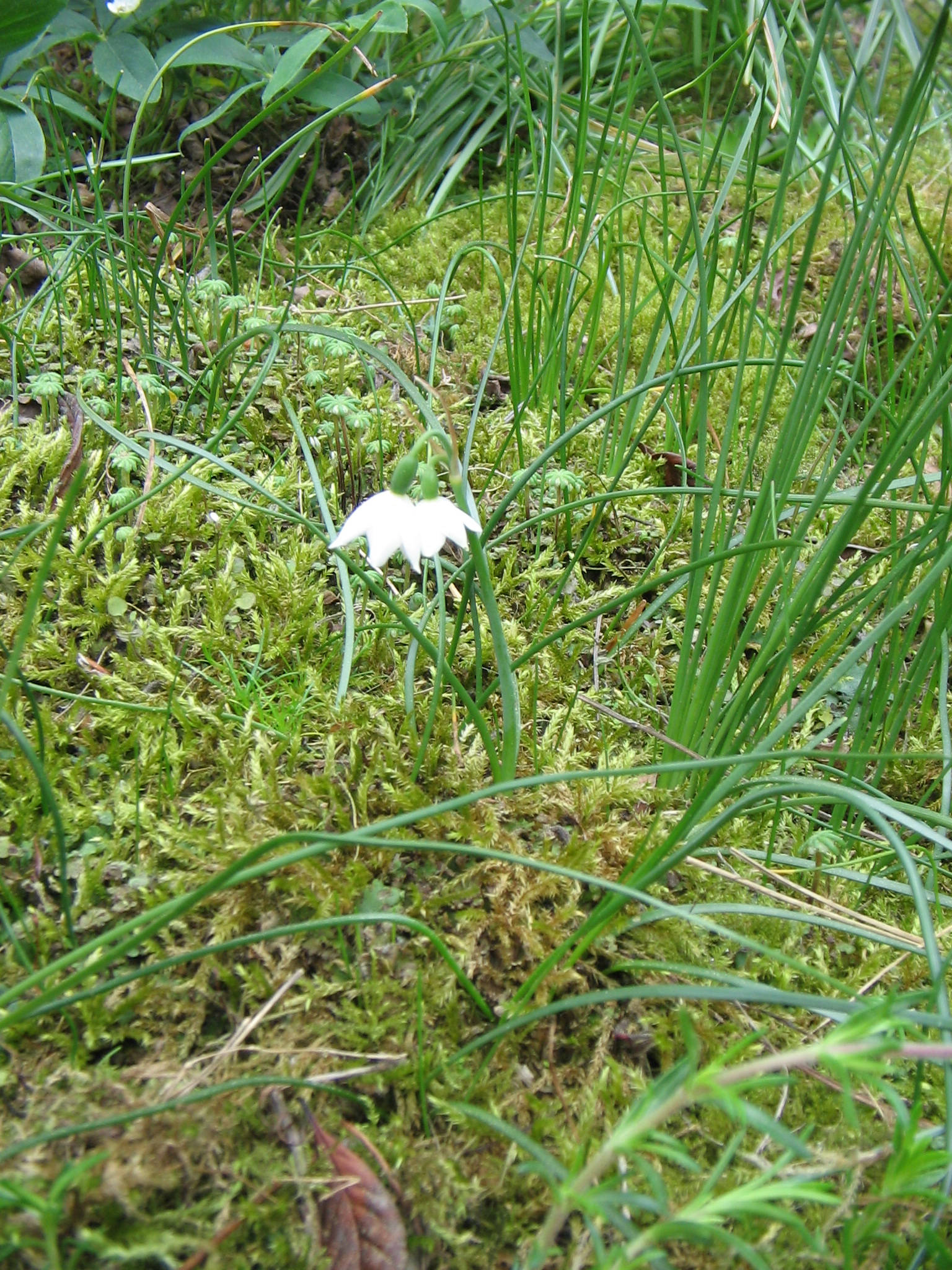
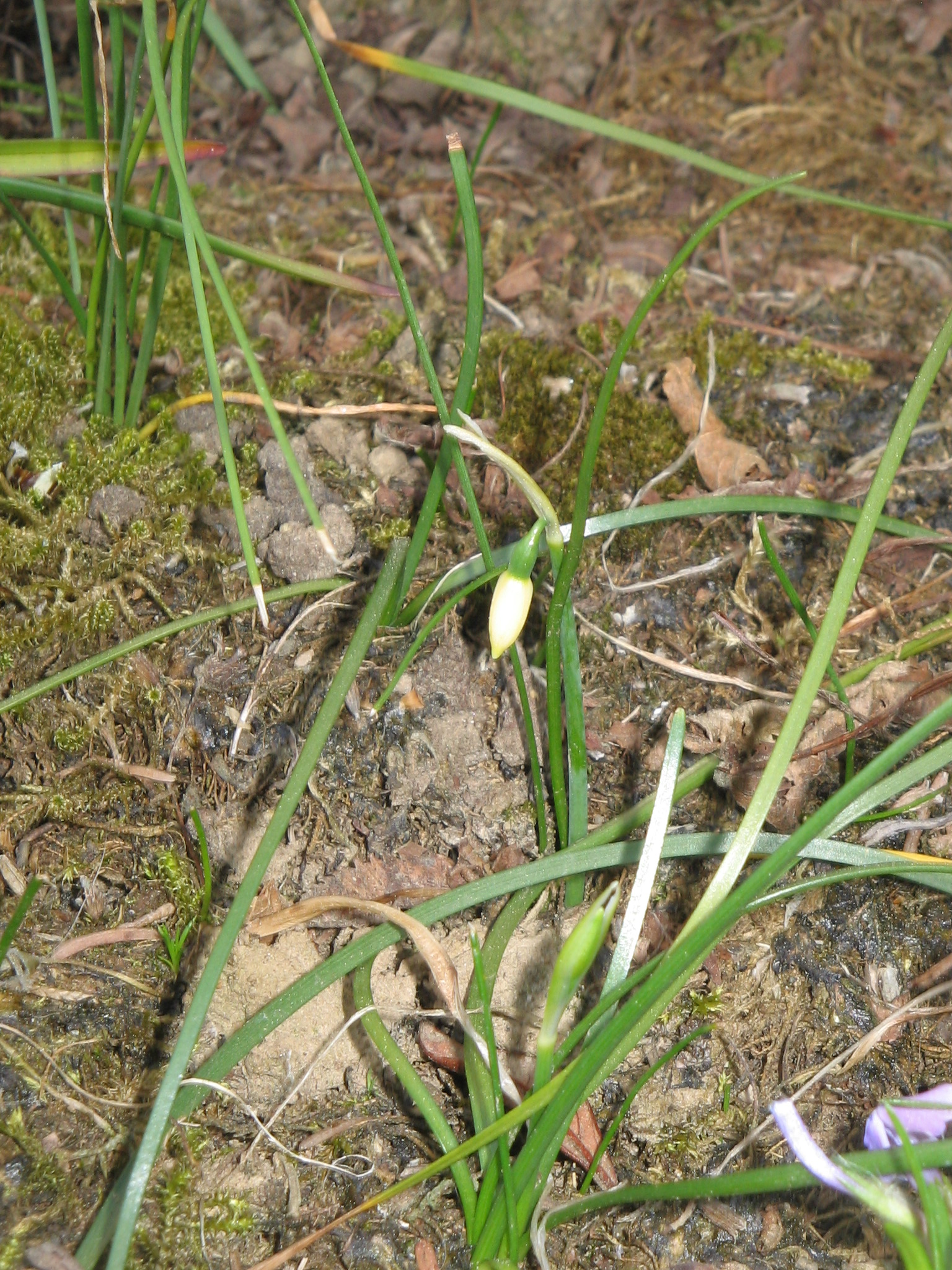
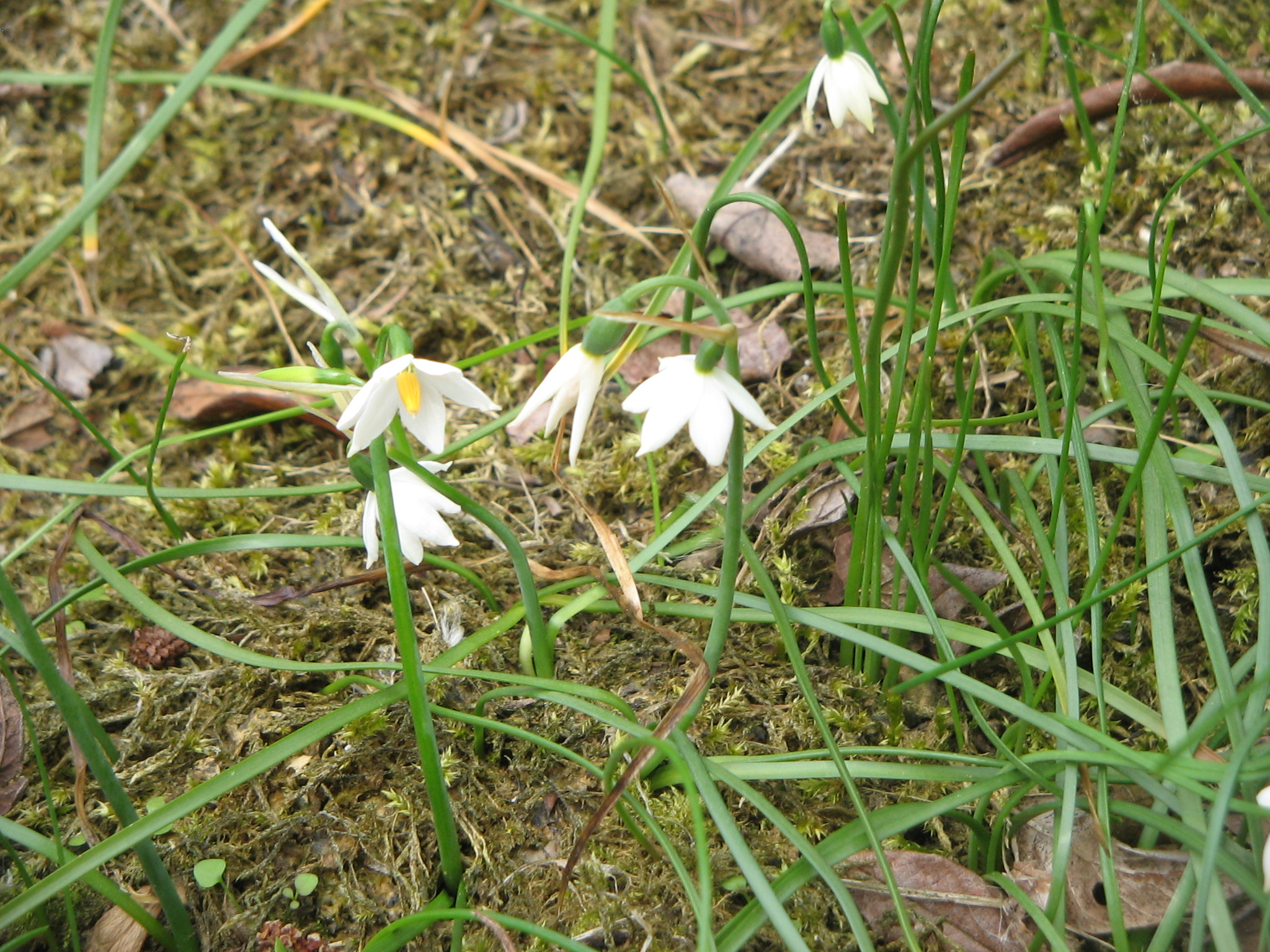
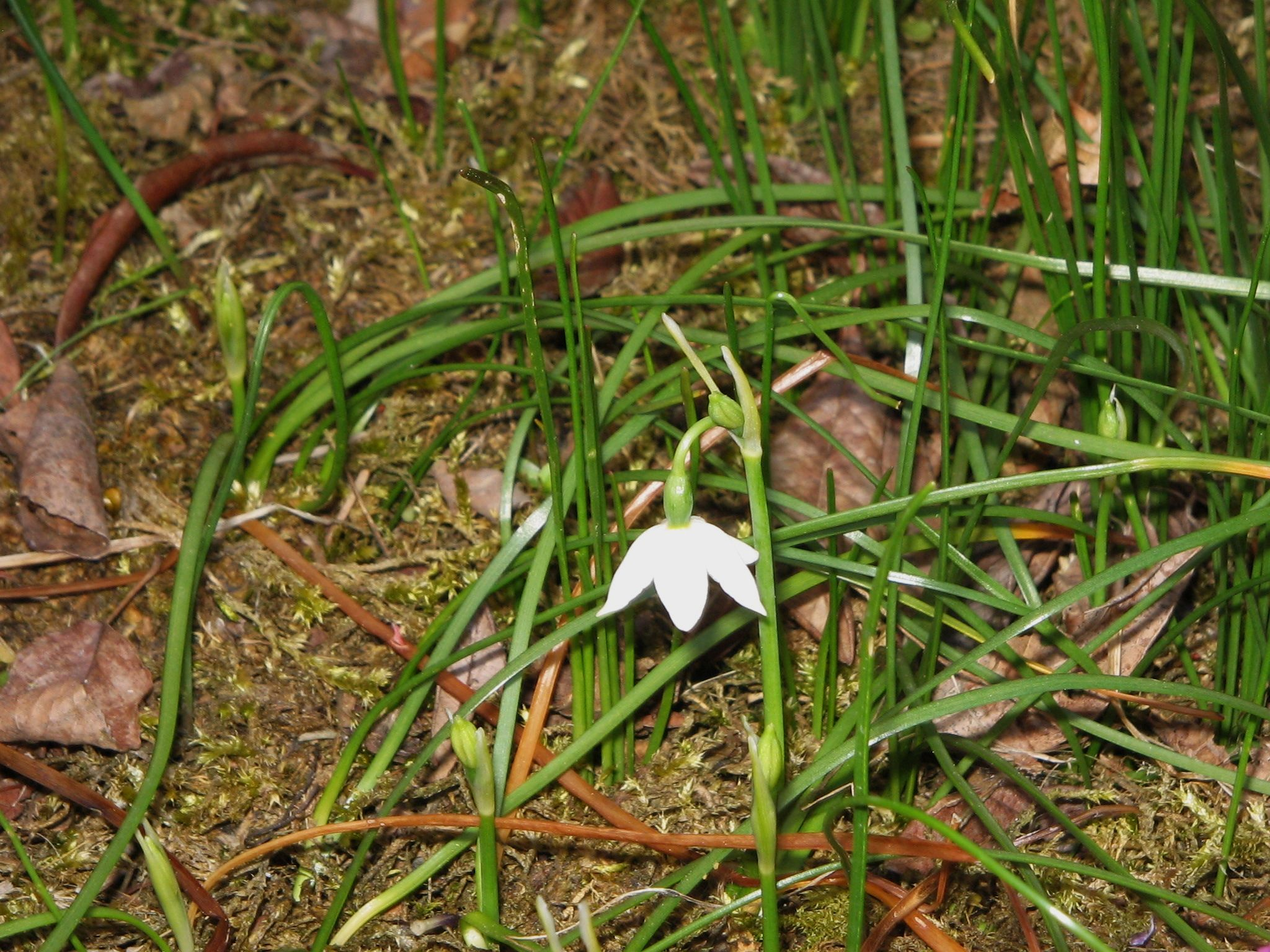